# Enzo Filippetti
Enzo Filippetti (Junín, Buenos Aires, 27 de mayo de 2001) es un baloncestista argentino que se desempeña en la posición de pívot en Oberá de la Liga Nacional de Básquet de Argentina.

## Trayectoria
Filippetti jugó al fútbol en los clubes juninenses Jorge Newbery y Origone FC antes de unirse a Argentino de Junín a sus 11 años para practicar baloncesto. Progresó a través de todas las categorías juveniles hasta finalmente ser promovido a la escuadra del club que competía en la Liga de Desarrollo y en la Liga 3x3.
En 2018 hizo su debut con el equipo superior de Argentino de Junín en la Liga Nacional de Básquet. Luego de dos temporadas y media en las que sólo había jugado 20 partidos, su club lo cedió a préstamo a Parque Sur de La Liga Argentina en febrero de 2021. Retornó a Junín más consolidado como jugador, por lo que fue parte de la rotación regular del plantel, alcanzando a jugar los 38 partidos de la temporada 2021-22 de la LNB. Hizo una segunda experiencia fuera de Argentino al ser cedido al Santa Paula de Gálvez de La Liga Federal en abril de 2022.
La temporada 2022-23 sería crucial para la carrera de Filippetti, ya que se ganaría la titularidad en su equipo y sería una pieza clave en la campaña para preservar la categoría. Al final de la temporada fue reconocido como el Jugador de Mayor Progreso de la Liga Nacional de Básquet de ese año.
Luego de un breve paso por el baloncesto colombiano, fue fichado por Oberá.
En julio de 2024 se unió a Independiente de Oliva. Sin embargo, luego de que su equipo perdiera su oportunidad de clasificar a los playoffs en mayo de 2025, retornó a Oberá para sustituir a Alejo Azpilicueta.

## Selección nacional
Formó parte del seleccionado universitario de Argentina que, en agosto de 2023, terminó cuarto en la Universiada de 2021.
En julio de 2024 fue convocado junto a un grupo de jóvenes talentos para jugar un partido amistoso ante Uruguay.